# 5468 Hamatonbetsu
5468 Hamatonbetsu este un asteroid din centura principală de asteroizi.

## Descriere
5468 Hamatonbetsu este un asteroid din centura principală de asteroizi. A fost descoperit pe 16 ianuarie 1988 la Kagoshima de Masaru Mukai și Masanori Takeishi. Asteroidul prezintă o orbită caracterizată de o semiaxă mare de 2,87 ua, o excentricitate de 0,22 și o înclinație de 12,0° în raport cu ecliptica.